# Niebla polymorpha
Niebla polymorpha är en lavart som beskrevs av Bowler, J. E. Marsh, T. H. Nash & Riefner. Niebla polymorpha ingår i släktet Niebla och familjen Ramalinaceae.   Inga underarter finns listade i Catalogue of Life.